# ニコス・プーランツァス
ニコス・プーランツァス（またはプーランザス，Nicos Poulantzas: 1936年9月21日 - 1979年10月3日）は、ギリシャ・アテネに生まれフランスで活躍した政治学者、社会学者、マルクス主義者、ギリシャ共産党員。1970年代西欧の国家論再興における中心人物の一人。
名前のカナ表記については、ギリシャ語読みでは「プーランザス」という表記の方が近いらしい（ボブ・ジェソップ『プーランザスを読む』訳者あとがきより）。

## 生涯と思想
アテネ大学法学部で学生生活を過ごした後、兵役を経て、弁護士の資格を手に入れる。しかしそのすぐ後、ドイツのミュンヘンへ留学し、その後数ヶ月のうちにパリに移る。パリ第一大学の教務助手に就任していた間に執筆した博士論文の題目は「事物と法の本性――事実と価値の弁証法についての試論」。その後、ヴァンセンヌのパリ第八大学の社会学講師へ。
当時のギリシャの学生には一般的なことであったようだが、彼は自国の政治動向よりフランスの動向や思想に通暁していた。渡仏後は、サルトル、ボーヴォワール、メルロ＝ポンティや『レ・タン・モデルヌ』メンバー、後にはアルチュセールやその学派の研究者と交流を持つ。また、ギリシャ・ドイツ時代には法哲学を修め、フランス時代にはグラムシをはじめとするイタリア・マルクス主義にも思考の手がかりを求めている。
構造主義の影響のもと、1968年に『政治権力と社会階級』（邦訳『資本主義国家の構造』I・II）を世に送り出し、その勢いを得て、1970年からは、「ミリバンド－プーランツァス論争」として知られている論争を、『ニューレフト・レヴュー』誌上にてラルフ・ミリバンドとの間で展開する。国家の相対的自律という問題について、ミリバンドの「国家－道具」説にたいして、プーランツァスは「国家－関係」説という立場をとっていた、と一般には言われている。
また、ドイツ法哲学とイタリア・マルクス主義の考察によって育まれた彼の学問的問題意識は、ファシズム研究という形となって表れている。
1978年には『国家・権力・社会主義』を出版。その後も精力的な活動を続けていたが、翌年、突然の自殺を遂げた。
プーランツァスが再興した国家論はその後、ボブ・ジェソップやイェンス・バーテルソンへと受け継がれ、政治学では現在でも研究が行われている。

## 主な著作
- Pouvoir politiques et classes sociales, Maspero, 1968.　（『資本主義国家の構造』I・II、未來社）
- Fascism et dictature, Maspero, 1970.　（『ファシズムと独裁』社会評論社）
- Les classes sociales dans le capitalisme d'aujourd'hui, Seuil, 1974.
- La crise des dictatures, Maspero, 1975.
- L'État, le pouvoir, le socialisme, PUF, 1978.　（『国家・権力・社会主義』ユニテ）
- Repères: hier et aujourd'hui, Maspero, 1980.　（『資本の国家』ユニテ）